# Abadia de Sant Albà
La catedral abadia de Sant Albà és una església de culte anglicà que anteriorment formava part d'una abadia benedictina dedicada a sant Albà de Verulàmium i els autòctons l'anomenen senzillament "l'abadia". Al voltant d'aquesta comunitat monacal va sorgir una població homònima, l'actual Saint Albans, que pertany al comtat de Hertfordshire (Anglaterra); mentre que la diòcesi d'aquesta catedral depèn de la província eclesiàstica de Canterbury.
Al segle xvi l'abadia va ser destruïda i només va romandre l'església, que el 1877 després de moltes reparacions, va rebre el grau de catedral. És la segona catedral més gran d'Anglaterra.

## Situació en funció del martiri d'Albà

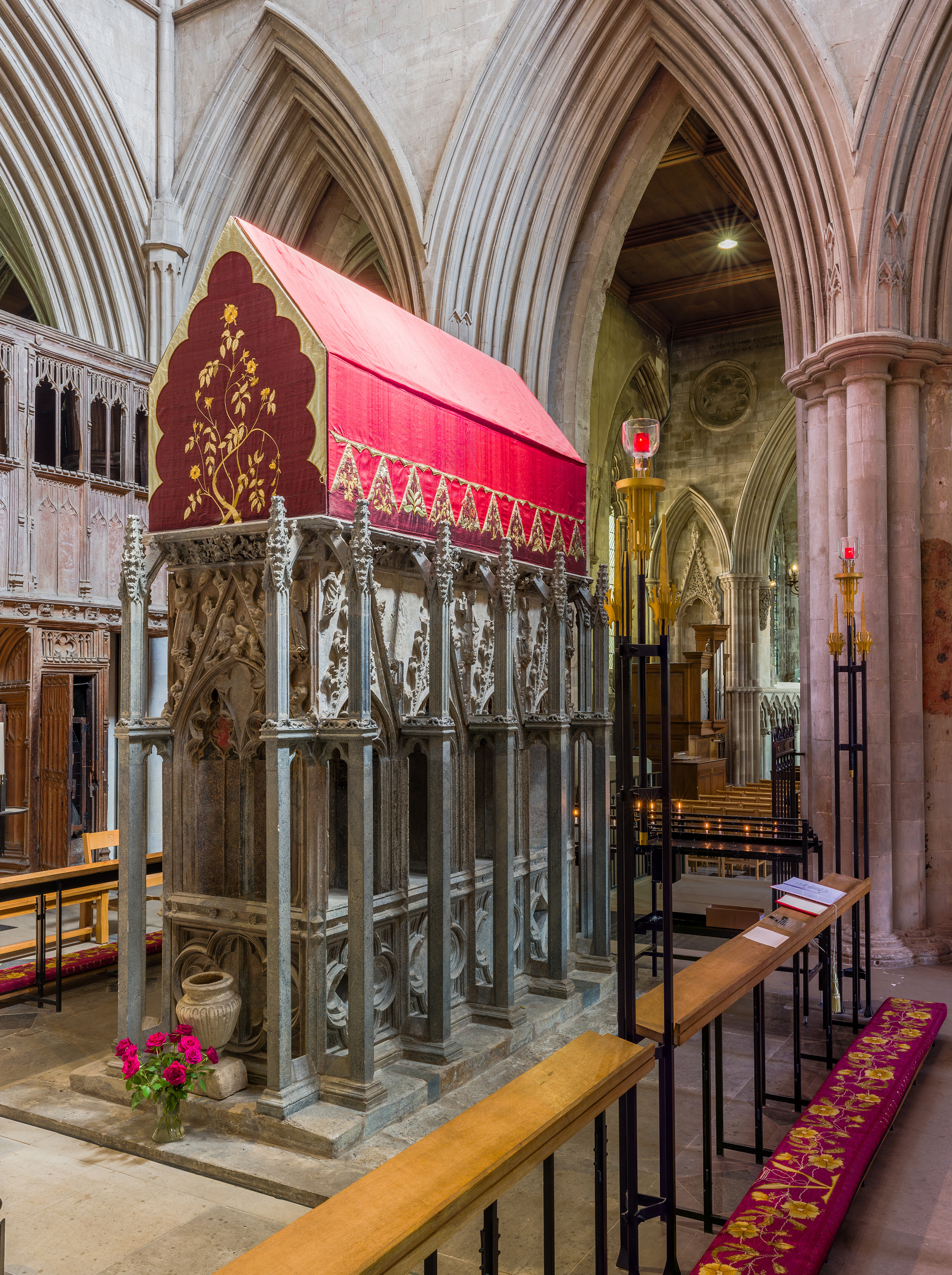
Capella gòtica dedicada a sant Albà.

Segons narra Beda, Albà era un home que va acollir a casa seva un sacerdot anomenat Amfibal que fugia de les persecucions decretades contra els cristians. Albà, impressionat per la fe i la pietat del sacerdot, es va convertir al cristianisme i quan temps després es van presentar els soldats buscant Amfibal, Albà es va posar la capa de l'altre i es va fer passar per ell. Un jutge el va sentenciar a ser decapitat. El dia que anaven a fer complir la sentència el van portar per un camí que travessava un riu (probablement el riu Ver), a unes 500 passes van pujar dalt d'un turó i, quan van arribar al cim, Albà va pregar demanant aigua, ja que estava molt assedegat per l'esforç. Just en aquest indret va brollar una deu, el primer fet miraculós. Al botxí que li va tallar el cap li van caure els ulls al terra, un altre fet extraordinari. El cap va rodolar turó avall i on es va aturar va brollar una altra deu i en aquest punt és on està situada la catedral. La font encara brolla i s'anomena Halywel.

## Història de l'abadia
El primer edifici
Beda no esmenta en quina data van passar els fets, però diu que quan el cristianisme es va permetre es va construir una església; Gildas de Rhuys, en canvi, només esmenta una petita capella. El bisbe Germà d'Auxerre va visitar el lloc l'any 429 i se'n va endur un grapat de terra encara tacada amb la sang del màrtir. Es desconeix com era aquesta primera capella o església, ja que segons el cronista del segle xiii, Mateu de París, els saxons van destruir l'edifici el 586.
L'edifici anglosaxó
El rei Offa de Mèrcia va fer donació d'uns terrenys aquí a uns monjos de l'orde de sant Benet i el 793 van començar la construcció d'una abadia. Els monjos van aprofitar les pedres de Verulàmium, una ciutat romana abandonada, que estava a prop. L'abadia probablement va ser saquejada quan els danesos van envair l'illa el 890 i, malgrat el que diu Mateu de París, el càrrec d'abat probablement va quedar buit des del 920 fins al 970 quan Dunstan la va visitar.
L'abadia no devia estar del tot destruïda, puix que l'abat Ealdred, va obtenir permís l'any 1005 per reconstruir l'edifici amb pedra de Verulàmium. El territori és ric en argila i creta, per tant les úniques pedres resistents per a la construcció són les de sílex, que van emprar unides amb morter i de vegades sense. També van fer portar un tipus de pedra anomenada Barnack stone, procedent d'un estrat a Lincolnshire de roca sedimentària del tipus oòlit, força resistent. Altres tipus de pedra que van emprar va ser el Totternhoe Stone, procedent dels Chilterns, i marbre de Purbeck.
A partir del 1016 van tornar a haver incursions vikingues i les obres van quedar aturades.
L'abadia normanda
La major part de l'estructura actual data de l'època del primer abat normand, Paul de Caen (1077–1093). El 14è abat es deia Lanfranc i va ser nomenat arquebisbe de Canterbury.
L'arquitecte en qui va confiar les obres l'abat Paul de Caen es deia Robert the Mason («Robert el Constructor»). La planta era semblant a la de l'abadia de Saint-Étienne de Caen i el material de pobre qualitat va ser tot un repte per al constructor, el qual va haver d'aplicar tècniques de construcció romanes. Aquesta abadia, amb planta de creu, va ser l'edifici més gran d'Anglaterra en el seu moment: tenia un presbiteri amb quatre absis, un transsepte amb set absis i una nau central amb deu naus adossades, cinc per banda. Robert va assegurar els fonaments fent un mur a sota de 12 peus de fondo fins que va trobar la roca mare i on havia d'anar la torre va col·locar pedres de mida més grossa. Aquesta torre va ser un triomf per l'arquitectura de l'època, l'única d'aquesta alçada que es van construir al segle xi a Anglaterra. Consta de quatre nivells i s'estreteix una mica a cada nivell, rep el suport de contraforts en els tres nivells inferiors i uns contraforts amb arc en el quart nivell. En conjunt la torre pesa 5.000 tones i fa 144 peus d'alçada. Probablement era una torre amb la típica teulada piramidal que feien els normands però actualment l'acabament és pla. Tenia cinc campanes: dues les va pagar l'abat, dues dos homes rics del poble i la cinquena va ser un donatiu del rector d'Hoddesdon.

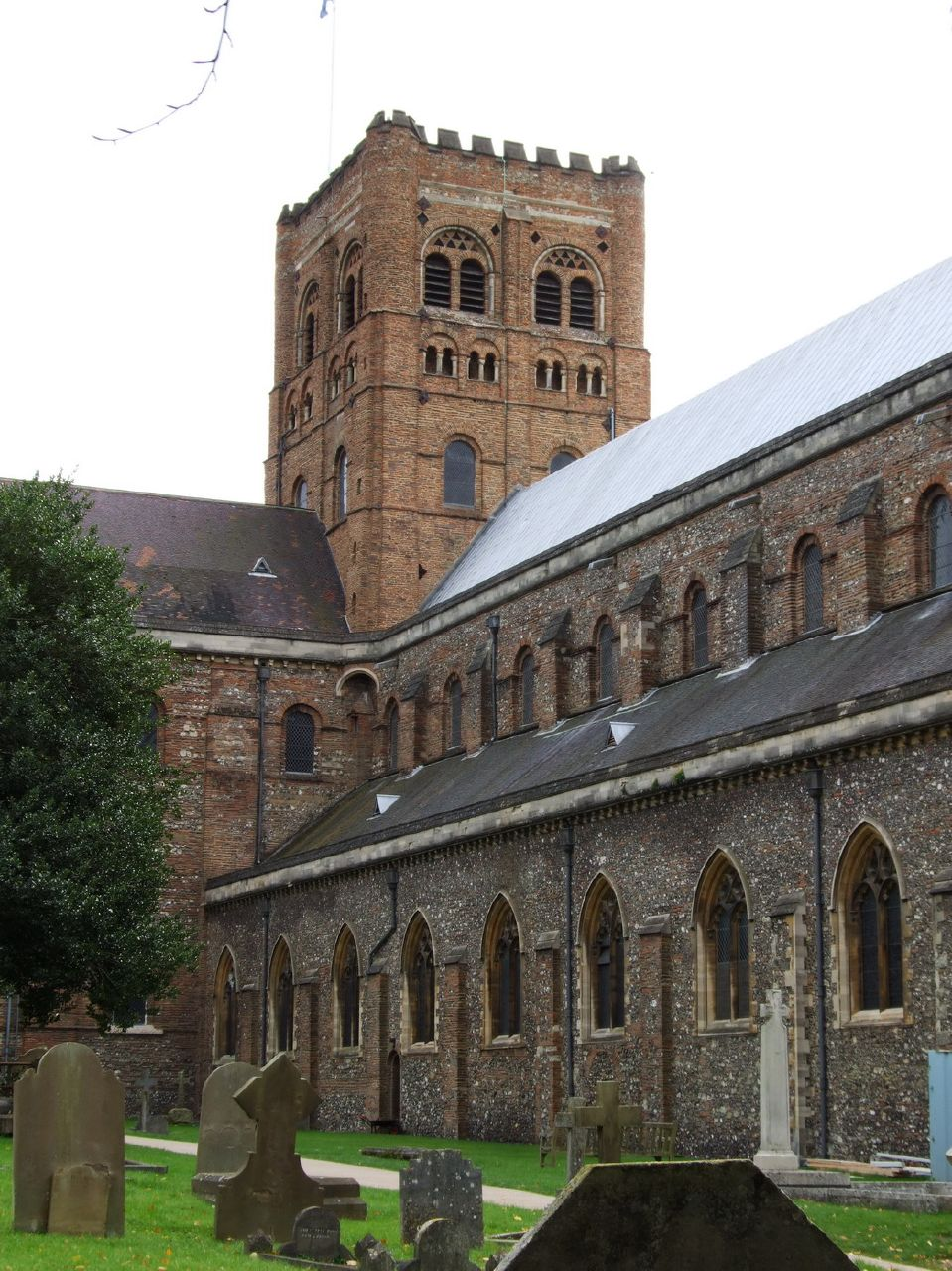
Torre campanar de la catedral

Els edificis monàstics es van acabar el 1089, però no van ser consagrats fins al dia dels Sants Innocents (28 de desembre del 1115), ja que sant Albà, també va ser un màrtir. A la cerimònia va assistir l'arquebisbe de Rouen i el rei Enric I. Uns anys després, el 1140, es va construir una secció per a monges, anomenada Sopwell Priory.
L'interior de l'abadia no estava decorat amb estàtues, només algunes parets revestides de guix tenien pintures. Al segle xii, amb l'arribada de l'estil gòtic, es va començar a decorar amb més profusió.
L'any 1190, l'abat John de Cella va encetar una ampliació, ja que el nombre de monjos havia passat de cinquanta a més de cent. La façana oriental es va refer i l'arquitecte Hugh de Goldclif li va donar un estil gòtic que no dominava, amb solucions maldestres. Es va afegir una capella a l'altar dedicada a sant Amfibal.
En aquesta època (ca. 1130–45) els monjos van fer el Llibre dels Salms de sant Albà un manuscrit il·luminat de gran valor. Mateu de París, monjo d'aquesta abadia va escriure una crònica Chronica Majora, una important font documental, i també va ser il·lustrador. Nicholau Breakspear va néixer a prop i va demanar ser admès en la comunitat monacal de Sant Albà com a novici però no va poder ser, llavors se'n va anar a França, on sí que va trobar lloc; anys després seria nomenat papa Adrià IV i és l'únic papa anglès que hi ha hagut.
Segles XIII i XV
L'any 1250 un terratrèmol va sotragar l'abadia i en va fer malbé l'extrem oriental. El 1257 les seccions més greument afectades es van enderrocar: tres absis i dues naus. El gruixut mur del presbiteri que suportava la torre també estava afectat. Les obres de reconstrucció es van acabar en època de l'abat Roger de Norton (1263–90).
El 10 d'octubre del 1323 es van esfondrar dos pilars del sud de la nau central i això va afectar el sostre i les cinc naus adossades. L'arquitecte Henry Wy se'n va fer càrrec de la restauració.

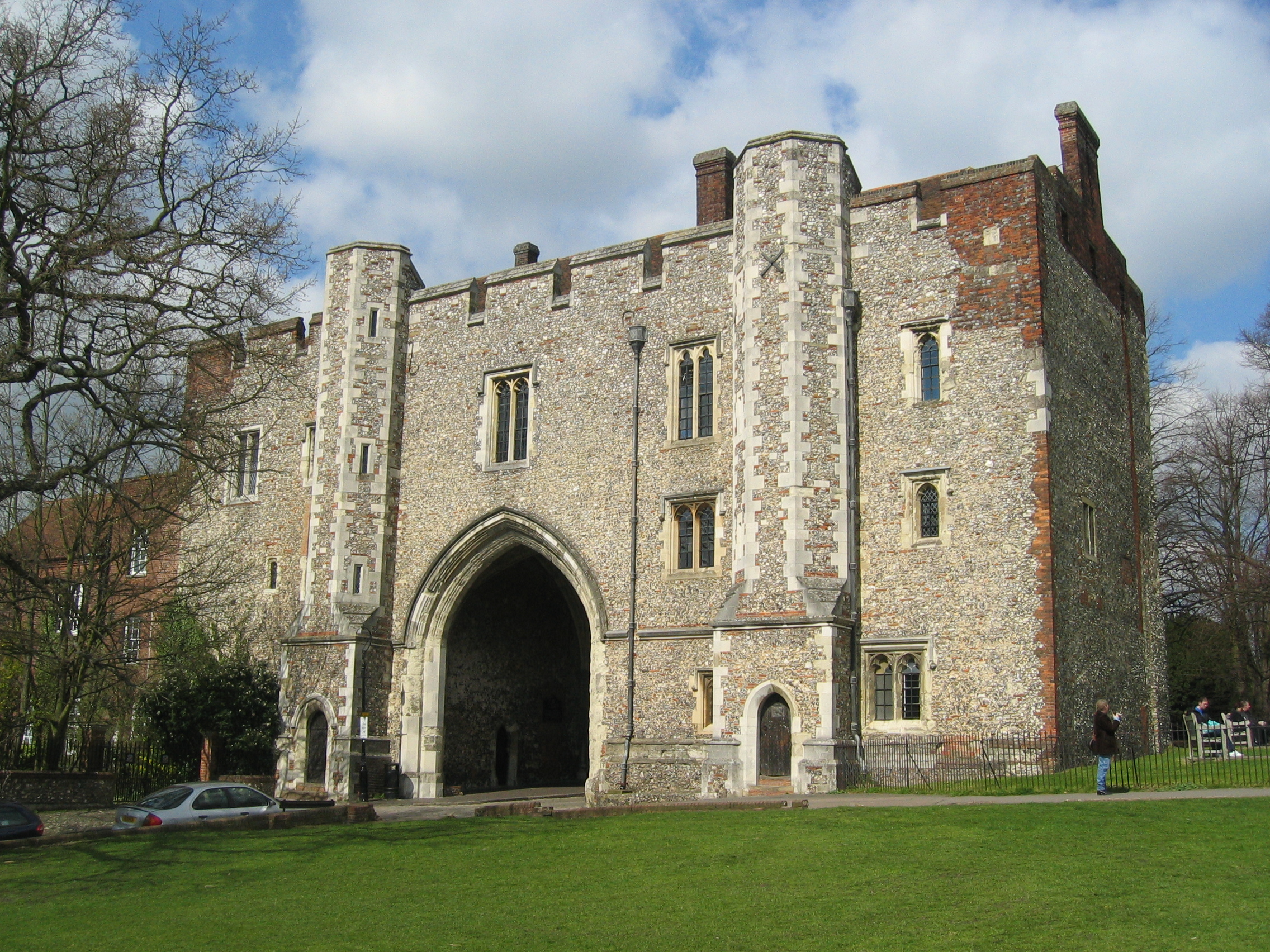
Abbey Gateway és actualment una escola pública.

Richard de Wallingford, abat entre 1297 i 1336 era, a més un savi matemàtic i astrònom, que va dissenyar un complex rellotge astronòmic, que va ser acabat per William de Walsham. Aquest aparell únic sembla que va ser destruït durant l'aplicació de la llei de dissolució dels monestirs.
El 1365 es va construir un edifici d'entrada, Abbey Gateway, l'única part dels edificis monàstics que va sobreviure a la destrucció que va haver a causa de l'esmentada llei. Aquest edifici es va fer servir després com a presó (fins al 1871) i també va ser part de l'escola de St Albans.
Després de la llei de dissolució
A la mort de l'abat Ramryge, l'any 1521, l'abadia va començar a caure en decadència i els tres abats següents no van saber com solucionar els deutes adquirits. El 5 de desembre del 1539, un cop decretada l'abolició dels monestirs a tot el país, el deute arribava a 2.100 lliures anuals. Els quaranta monjos que hi residien van ser expulsats, l'edifici i els objectes d'or i plata es va subhastar; les tombes es van obrir, cercant possibles amagatalls de més objectes de valor i en l'escorcoll tot va quedar malmès. L'abat va ser traslladat a la diòcesi de Lincoln el 1542 i el 1550 a la de Londres. Richard Lee va comprar els edificis, excepte l'església. El nou propietari va emprar el que hi havia com a pedrera per obtenir material per fer-se una mansió, les runes que en van quedar les va donar a l'abat que havia estat designat com a encarregat de l'església.
El cost de manteniment de l'església va caure sobre la ciutat, tot i que el 1596 es va permetre al diaca que recaptés diners amb aquest objectiu. Quan el rei Jaume I la va visitar el 1612 va donar un altre permís per recaptar diners, que es van emprar en reparar la teulada. Durant la guerra civil van obligar el diaca a fer servir l'edifici per allotjar presos de guerra, els quals van malmetre l'interior. El 1689, els reis Maria i Guillem va aprovar una altra recollida de diners i amb aquests es van pagar algunes reparacions i a més es va amagar la decoració gòtica que es considerava fora de moda.
L'any 1703, una gran tempesta va devastar el sud d'Anglaterra i l'església va perdre la finestra del transsepte sud, que va ser substituïda per una de fusta. La finestra original era de vidre sense color, amb barres de metall que la dividia en cinc seccions, obra de John Hawgood. Les altres finestres no es van trencar, però ja no van encaixar bé i van ser un degoteig d'humitat durant tot un segle. Es conserva una carta del degà que demanava el 1723 diners per reparar una escletxa que havia aparegut al mur sud i també informava que el mur nord s'estava separant divuit posades de la vertical. En una altra carta del 1764 demanava finançament per reparar la teulada i ara el mur sud havia cedit. En la dècada del 1770 es van plantejar enderrocar tot l'edifici i construir una església més petita. Una altra tempesta el 1779 va empitjorar la situació.
El segle XIX
El 1818 una llei va impulsar les obres necessàries per al manteniment de l'edifici i, a més, es va incorporar un orgue. La responsabilitat de mantenir dempeus l'atrotinada església de l'antiga abadia va recaure en quatre homes: els arquitectes Lewis Nockalls Cottingham, George Gilbert Scott i Edmund Beckett, primer baró Grimthorpe, i el rector H. J. B. Nicholson.

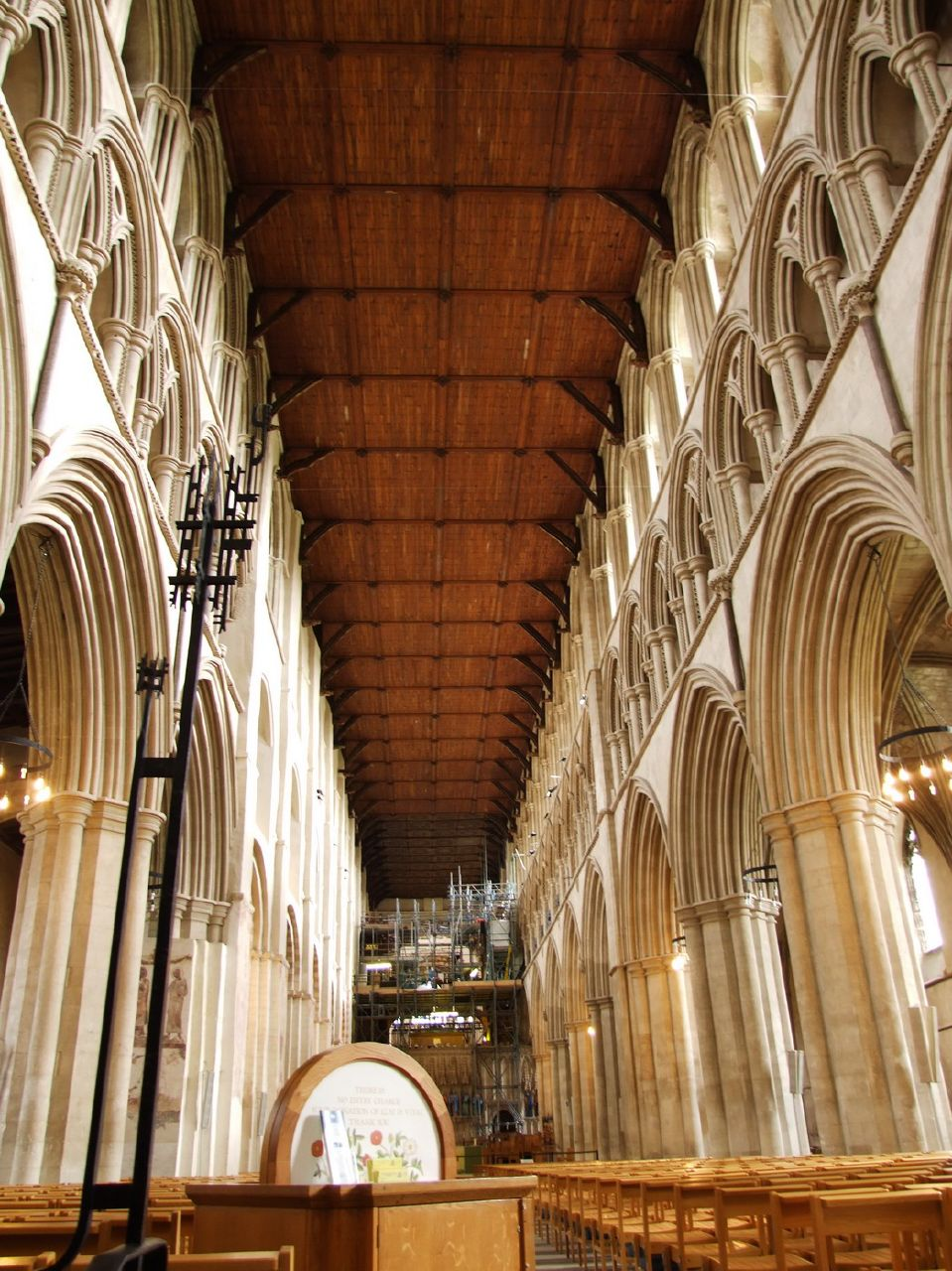
El mur nord, mescla d'arquitectura romànica i gòtica.

El febrer del 1832 del mur del claristori va caure i en va quedar un forat d'uns 30 peus de llarg. Segons l'informe que va presentar Cottingham calia 14.000 lliures per portar-lo endavant però només en va obtenir 4.000, amb això va refer el mur que s'havia esfondrat i va reobrir unes quaranta finestres però la del sud va quedar tancada amb pedra. Entre el 1835 i el 1866 el rector va aconseguir més diners i va poder continuar les reparacions i, a més va fer destapar la decoració gòtica que s'havia tapat. El 1856 van arribar més diners, que Scott va emprar en reparar les rajoles del terra, reforçar els fonaments aplicant un nou sistema de drenatge, va posar una bastida de fusta sobre la qual va recaure el pes del mur sud i mentrestant va el empènyer durant tres hores fins que el va redreçar; a continuació, va reforçar el mur amb cinc pilars enormes. Scott va ser lloat com a "el salvador de l'abadia" i es va proposar que l'església obtingués la categoria de "catedral".
George Gilbert Scott va continuar treballant en millores a la teulada i la volta fins que va morir el març del 1878. Una part del que tenia projectat ho va acabar el seu fill John Oldrid Scott, encara que la part principal va recaure en lord Grimthorpe, el qual va aportar 130.000 lliures propis a més de la seva feina com a arquitecte; tanmateix els seus mètodes van ser molt criticats per Nikolaus Pevsner. Mentre que el treball de Scott no pretenia fer canvis sinó recuperar l'edifici, Grimthorpe volia introduir l'estil victorià. D'altra banda, Grimthorpe es va caracteritzar per la seva aversió vers els elements verticals i en va fer tombar alguns que no li agradaven dient com a justificació que prevenia que més endavant s'ensorressin, ja que estaven massa malmesos. El 1897 va haver d'intervenir perquè el ciment emprat era massa fort i havia petat, i el ferro que havia ficat a les finestres s'havia rovellat.
En aquest segle a una estació de ferrocarril propera li van posar el nom de St Albans Abbey.
Segle XX
John Oldrid Scott va continuar fent reparacions de tant en tant. Acabada la primera guerra mundial es van afegir un seguit de memorials en honor dels caiguts. El 1918 l'alcalde del municipi va comprar al pintor Frank Salisbury, La processó de la reina Elionor, que representava el funeral d'Elionor d'Aquitània, però va ser robat de la catedral el 1973. El 1925 es van canviar els vidres de la finestra principal de la banda oest.
L'arquitecte John Rogers va detectar alguns danys causats per l'escarabat del rellotge de la mort i els va solucionar(1930–31). El 1934 per la festa del jubileu del rei Jordi V es van col·locar quatre campanes noves.
El 1950 es van renovar les peces de l'orgue. El 1972 es va renovar els elements de fusta: els bancs i l'altar. El 1970 es va afegir una sala per a visites, una rectoria, que va costar gairebé un milió de lliures i es va inaugurar el 1982. El 1989 la princesa Diana va inaugurar un nou pal·li brodat i un nou vitrall.

## Els organistes
Hi ha un mestre de musica i un ajudant encarregats de dirigir les dues corals de la catedral —St Albans Cathedral Choir i St Albans Abbey Girls' Choir— i de tocar l'orgue.
El primer organista que es coneix d'aquesta catedral es deia Adam i tocava a començaments del segle xiii. Robert Fayrfax, el prominent compositor renaixentista, en va ser organista entre el 1498 i el 1502, i va ser enterrat aquí uns 20 anys després de la seva mort. Des del 1820 el càrrec de mestre organista ha estat ocupat per músics de prestigi, entre els quals cal esmentar: Peter Hurford, Stephen Darlington i Barry Rose. Des del 1998 el lloc està ocupat per Andrew Lucas. De vegades el mestre de música de la catedral és també el mestre de música de l'escola de St Albans, per exemple, Simon Lindley i Andrew Parnell.
Des del 1963 la catedral ha estat la seu d'un festival internacional de música d'orgue (St Albans International Organ Festival), que va ser creat per Peter Hurford, i entre els guanyadors estan: Dame Gillian Weir, Thomas Trotter i Naji Hakim.

## Sepultures de la catedral
En la catedral estan tenen sepultura les següents persones:
- Robert Breakspear († 1110), sacerdot de la diòcesi de Bath, monjo d'aquesta abadia i pare del papa Adrià IV.
- Richard d'Aubeney (1097–1119), abat.
- Ralph Gubion († 7 juliol 1150), abat i historiador.
- Robert de Gorron († c. 1170), abat.
- Simon Warin († 1195), abat.
- John de Wallingford († 1214), abat.
- William de Trumpington, abat (1214–35)
- John de Hertford († 1335), abat.
- Adam Rous († 1370), cirurgià del rei Enric III.
- Thomas de la Mare († 1396), abat.
- John de la Moote, abat (1396–1401).
- John Whethamstede († 1465), abat.
- Humphrey, duc de Gloucester († 1447), quart fill d'Enric IV.
- Morts en la primera batalla de St Albans:
  - Thomas Clifford, 8è baró de Clifford (1414-55)
  - Henry Percy, 2n comte de Northumberland (1392/1393–1455)
  - Edmund Beaufort, 1r duc de Somerset (1406–1455)

- Sir Anthony Grey († 1480), cunyat d'Elizabeth Woodville, reina consort d'Eduard IV.
- Thomas Legh Claughton, primer bisbe de Sant Albà 1877–90.
- Edmund Beckett, 1r baró Grimthorpe (1816–1905)
- Robert Runcie, bisbe de Sant Albà 1970–80, arquebisbe de Canterbury 1980–91.